# Campionato europeo femminile di pallacanestro Under-18 Division B 2009
Il Campionato europeo femminile di pallacanestro Under-18 2009 (noto anche come FIBA EuroBasket Women Under-18 2009) si è svolto in Israele, a Eilat.

## Classifica finale
| Pos     | Team                 |  |
| ------- | -------------------- |  |
| Oro     | Ungheria             |  |
| Argento | Slovenia             |  |
| Bronzo  | Germania             |  |
| 4.      | Israele              |  |
| 5.      | Portogallo           |  |
| 6.      | Bosnia ed Erzegovina |  |
| 7.      | Grecia               |  |
| 8.      | Finlandia            |  |
| 9.      | Danimarca            |  |
| 10.     | Romania              |  |
| 11.     | Croazia              |  |
| 12.     | Inghilterra          |  |
| 13.     | Paesi Bassi          |  |
| 14.     | Svizzera             |  |
| 15.     | Norvegia             |  |